# Puesto del Marqués
Puesto del Marqués es una localidad del departamento Cochinoca en la provincia de Jujuy, Argentina.
Se encuentra sobre la Ruta Nacional 9 al norte de Abra Pampa.

## Historia
En este poblado se libró, el 14 de abril de 1815 (209 años), la batalla de Puesto del Marqués, entre una fuerza de caballería del Ejército del Norte al mando de Francisco Fernández de la Cruz y Martín Miguel de Güemes, y una vanguardia de fuerzas leales al rey español. La acción concluyó con una completa victoria patriota, sufriendo los realistas más de 100 bajas.

## Geografía

### Población
Contaba con 299 habitantes (Indec, 2001), lo que representa un incremento del 51,7% frente a los 197 habitantes (Indec, 1991) del censo anterior.

### Sismicidad
La sismicidad del área de Jujuy es frecuente y de intensidad baja, y un silencio sísmico de terremotos medios a graves cada 40 años.
- Sismo de 1863: aunque dicha actividad geológica catastrófica, ocurre desde épocas prehistóricas, el terremoto del 4 de enero de 1863 (162 años),[2] señaló un hito importante dentro de la historia de eventos sísmicos jujeños, con 6,4 Richter. Pero nada cambió extremando cuidados y/o restringiendo códigos de construcción.[1]
- Sismo de 1948: el 25 de agosto de 1848 (176 años) con 7,0 Richter, el cual destruyó edificaciones y abrió numerosas grietas en inmensas zonas[2][1]
- Sismo de 2009: el 6 de noviembre de 2009 (15 años) con 5,6 Richter